# Nikos Xylouris
Nikos Xylouris, in greco Νίκος Ξυλούρης? (Anogia, 7 luglio 1936 – Pireo, 8 febbraio 1980), è stato un musicista e cantante greco.
In particolare, lo si ricorda per essere stato forse il massimo interprete a autore del Rizitiko, una particolare forma di canto popolare proprio dell'isola di Creta, e per il suo impegno contro la Dittatura dei Colonnelli. È noto anche con il nome d'arte di Psaronikos (greco Ψαρονίκος, ove il prefisso Ψαρ- (radice di ψαράς) significa "pescatore", quindi "pescatore-Nico"; tale prefisso sembra essere stato tradizionale nella sua famiglia, dato che anche il fratello Antonis, anch'egli valente musicista e cantante di Rizitiko, si esibisce tuttora come Psarantonis).
La traslitterazione nell'alfabeto latino del cognome Xylouris pone generalmente dei problemi, causando moltissime varietà. Xylouris è l'esatta traslitterazione grafematica, ma spesso si ricorre a quella fonetica Xilouris (o Xiluris). Si trovano anche varianti come Ksilouris o Ksiluris, tutte egualmente accettabili.

## Biografia
Nasce il 7 luglio 1936 nel villaggio di Anogia (greco Ανώγεια, letteralmente "terre alte"), nella regione montuosa di Rethymnon, sull'isola di Creta. La sua è una famiglia di tradizioni musicali, dove si trovano molti musicisti (in particolare suonatori di lira, strumento facente parte della più antica tradizione cretese). Nikos Xylouris apprende a suonare tale strumento fin dalla più tenera età, diventandone un riconosciuto virtuoso. Nel 1941, quando Xylouris ha 5 anni, la Wehrmacht invade Creta e anche il villaggio di Anogia viene dato alle fiamme; i superstiti abitanti del paese vengono fatti sfollare e deportati nel distretto di Mylopotamos (Μυλοπόταμος), dove rimangono fino alla liberazione dell'isola. Tra di loro vi è il giovanissimo Nikos Xylouris assieme alla sua famiglia; da quegli avvenimenti dolorosi e incancellabili, ne riporterà un autentico orrore verso la guerra e il militarismo, che lo porterà, nel 1978, oramai famosissimo, a comporre un intero album di canzoni contro la guerra intitolato semplicemente Тα αντιπολεμικά  (Ta Andipolemika, "Canzoni contro la guerra").

### L'arte della lira e ilRizitiko
Secondo testimonianze familiari, il primo ad essersi accorto delle capacità musicali di Nikos Xylouris sarebbe stato il suo maestro elementare, che avrebbe convinto suo padre ad acquistargli la prima lira. Il giovanissimo Xylouris inizia presto ad esibirsi nell'arte popolare del Rizitiko, propria delle zone montagnose di Creta (il termine deriva da ρίζα, "radice; pendici montane"). La tradizione del Rizitiko è antichissima, e diffusa in altri paesi balcanici: si tratta di canti, perlopiù interpretati e composti da bande di suonatori che si esibiscono in feste popolari, banchetti di nozze e funerali, nei quali la vera "anima" del popolo si esprime in una vasta serie di argomenti. In particolare, a Creta, i più celebri Rizitika (plurale di Rizitiko) risalgono all'epoca della Guerra d'indipendenza greca del 1821, e sono quindi canti patriottici e, spesso, violentemente contro l'Impero ottomano. Molti di essi furono interpretati dallo stesso Xylouris durante la Dittatura dei Colonnelli, dato il loro intrinseco valore di canti di libertà; tra di essi Αγρίμια κι αγριμάκια μου e Πότε θα κάνει ξαστεριά.
All'età di 17 anni Nikos Xylouris si trasferisce a Iraklion, capoluogo dell'isola, dove si esibisce come musicista in un locale notturno, il "Kastro"; ma la "musica occidentale" di moda europea non fa per lui, è costretto a suonarla e cantarla per sopravvivere ma gli rimane totalmente estranea. Perso il lavoro, si ritrova in gravi difficoltà economiche e decide quindi di tornare nell'interno dell'isola. Conosce una ragazza, Ourania Melambianaki, e la sposa il 21 maggio 1958 a Iraklion, poco prima di tornare a Anogia.

### I primi album e il successo
Tornato nel suo ambiente umano e musicale, Nikos Xylouris inizia piano piano ad essere conosciuto. Oltre ad essere un musicista valente, è dotato anche di una voce particolarissima; si cominciano ad organizzare feste e qualsiasi tipo di occasione per sentirlo cantare e suonare; nel 1958, lo stesso anno del suo matrimonio, esce il suo primo disco intitolato
Μια μαυροφόρα που περνά. Il disco ottiene immediatamente successo, tanto che le sue singole canzoni vengono fatte uscire anche su 45 giri. Nel 1960 gli nasce il primo figlio, Giorgos, mentre sei anni dopo nasce la figlia Riniò.
Nello stesso 1966, nell'ambito del Festival di Sanremo, viene organizzato anche uno speciale concorso dedicato al folk europeo; Nikos Xylouris viene invitato in rappresentanza della Grecia, e vince il primo premio con una canzone che ancora adesso rimane tra le sue più famose, 'Hτανε μια φορά ("C'era una volta"), scritta dal poeta Kostas Ferris e musicata da Stavros Xarchakos. Nello stesso concorso, Xylouris si esibisce anche in un sirtaki, la danza nazionale greca. Con la vittoria a Sanremo, il nome di Xylouris comincia ad essere noto anche fuori dalla Grecia.

### Ad Atene. La resistenza alla dittatura.
Nel 1969, già durante il regime militare, esce il disco Ανυφαντού, che riporta un grande successo. Xylouris, di cui pure è nota l'opposizione alla dittatura, viene tollerato in quanto tra i principali esponenti di un tipo di musica che viene vista come genuinamente ellenica; in effetti non subirà mai la persecuzione toccata, ad esempio, a Mikīs Theodōrakīs (che fu rinchiuso per mesi nel campo di prigionia di Oropos e poi fu costretto all'esilio). Si trasferisce ad Atene, dove conosce il poeta Errikos Thalassinos; da quest'ultimo viene presentato ad uno dei più grandi musicisti greci contemporanei, Giannis Markopoulos. I due divengono amici e iniziano a collaborare; i risultati sono due album che divengono simboli della resistenza, Χρονικό e Ριζίτικα. Xylouris, oramai un vero e proprio "mostro sacro", firma un contratto con la casa discografica Columbia. La sua attività contro la dittatura si infittisce; nel 1970 il musicista Loukas Thanou mette in musica una famosa poesia del poeta comunista Kostas Varnalis (1883 - 1973), Η μπαλάντα του Kυρ-Μέντιου ("La ballata del Sor Medios").
Nel 1971 comincia ad esibirsi nel locale "Aidra" (Aήδρα, cioè "senza sedie"; caratteristica del locale era che il pubblico doveva rimanere in piedi) di Atene; le sue prese di posizione contro la dittatura sono oramai aperte. Nell'estate del 1973 canta nel musical Το μεγάλο μας τσίρκο ("Il nostro grande circo"), portato in scena al teatro Athinaion da Kostas Kazakos e Tzeni Karezi.
Nel novembre del 1973 scoppia la rivolta studentesca a Atene, culminata con la Strage del Politecnico del 17 novembre. Nei giorni che precedono la sanguinosa repressione (che sarà da molti considerata come la "pietra tombale" della dittatura), Nikos Xylouris solidarizza con gli studenti e si reca più volte a cantare e suonare in mezzo a loro, acclamato come voce della resistenza antifascista. Alla vigilia della strage, con il Politecnico già circondato dai carri armati, prende la sua lira e canta in mezzo agli studenti "Pote tha kani xasteria", celebre canto dell'indipendenza greca; diviene così un vero e proprio eroe popolare.

## Gli ultimi anni
Caduta la dittatura nel 1974 in seguito alla invasione turca a Cipro, viene organizzato nello Stadio di Atene un enorme concerto dove si esibiscono tutti gli artisti che erano stati perseguitati dal regime (il concerto, al quale assistettero oltre 100.000 persone, fu ripreso in un film-documentario del regista Nikos Koundouros). Accanto a Theodorakis, a Andonis Kalogiannis e a Maria Farandouri vi è anche Nikos Xylouris, che vi interpreta le canzoni Μπήκαν στην πόλη οι οχτροί ("I nemici sono entrati in città", una poesia di Giorgos Skourtis musicata da Markopoulos) e Πόσα χρόνια δίσεκτα ("Quanti anni disgraziati"), ancora su musica di Markopoulos e con versi del poeta K. H. Myris.
Nel 1978 esce il suo celebratissimo album di canzoni antimilitariste Тα αντιπολεμικά; nello stesso anno, all'acme della sua celebrità, gli viene diagnosticato un tumore alle corde vocali. Sottoposto immediatamente a cure intensive, conduce la sua battaglia contro la malattia fino all'8 febbraio 1980, quando muore all'Ospedale del Pireo a soli 44 anni.

## Discografia

### Album pubblicati in vita
- Μια μαυροφόρα που περνά (1958)
- Ανυφαντού (1969)
- Ο Ψαρονίκος (1970)
- Μαντινάδες και χοροί (1970)
- Χρονικό (1970)
- Ριζίτικα (1971)
- Διάλειμμα (1972)
- Ιθαγένεια (1972)
- Διόνυσε καλοκαίρι μας (1972)
- Ο τροπικός της Παρθένου (1973)
- Ο Ξυλούρης τραγουδά για την Κρήτη (1973)
- Ο Στρατής Θαλασσινός ανάμεσα στους Αγάπανθους (1973)
- Περήφανη ράτσα (1973)
- Ακολουθία (1974)
- Το μεγάλο μας τσίρκο (1974)
- Παραστάσεις (1975)
- Ανεξάρτητα (1975)
- Κομέντια, η πάλη χωρικών και βασιλιάδων (1975)
- Καπνισμένο τσουκάλι (1975)
- Τα που θυμούμαι τραγουδώ (1975)
- Κύκλος Σεφέρη (1976)
- Ερωτόκριτος (1976)
- Η συμφωνία της Γιάλτας και της πικρής αγάπης (1976)
- Οι ελεύθεροι πολιορκημένοι (1977)
- Τα ερωτικά (1977)
- Τα Ξυλουρέικα (1978)
- Τα αντιπολεμικά (1978)
- Σάλπισμα (1978)
- 14 χρυσές επιτυχίες (1978)

### Discografia postuma
- Τελευταία ώρα Κρήτη (1981)
- Νίκος Ξυλούρης (1982)
- Πάντερμη Κρήτη (1983)
- Ο Δείπνος ο μυστικός (1984)
- Σταύρος Ξαρχάκος:Θεατρικά (1985)
- Ο Γιάννης Μαρκόπουλος στον ελληνικό κινηματογράφο (1988)
- Η συναυλία στο Ηρώδειο 1976 (1990)
- Το χρονικό του Νίκου Ξυλούρη (1996)
- Νίκος Ξυλούρης (2000)
- Η ψυχή της Κρήτης(2002)
- Ήτανε μια φορά...(2005)
- Του Χρόνου Τα Γυρίσματα (2005)

### Canzoni celebri
- Αγρίμια κι αγριμάκια μου, su antiwarsongs.org.
- Ακούς να λένε στα χωριά
- Αυτό τον κόσμο
- Βαρώντας γύρου ολόγυρα
- Γεννήθηκα
- Γεννήθηκα σε μια στιγμή, su antiwarsongs.org.
- Δεν αγαπάς
- Είδα τον παππούλη μου
- Ερωτικό τραγούδι
- Έχει ο χάρος σκαλωσιές, su antiwarsongs.org.
- Ζαβαρακατρανέμια
- Η μπαλάντα του κυρ Μέντιου, su antiwarsongs.org.
- Ήταν ο τόπος μου
- Ήτανε μια φορά, su antiwarsongs.org.
- Ιδανικοί αυτόχειρες
- Και να αδερφέ μου
- Καλήν εσπέραν αφεντάδες
- Κι αν έσβησε σαν ίσκιος
- Κρήτη μου, όμορφο νησί.
- Μάνα
- Μητέρα μεγαλόψυχη
- Μισεύεις αρχοντόπουλο
- Μπήκαν στην πόλη οι οχτροί, su antiwarsongs.org.
- Ο καλόγερος
- Ο μπροστάρης
- Οι πόνοι της Παναγίας
- Παλικάρι στα Σφακιά
- Πάνω στ' άργυρό σκαμνί
- Πειρασμός
- Πόσα χρόνια δίσεκτα, su antiwarsongs.org.
- Πως να σωπάσω
- Σαν τα καράβια
- Στα μάτια και στο πρόσωπο
- Στο καφενείον η Ελλάς
- Στου Ψηλορείτη την κορφή.
- Τ' Ανάπλι
- Τη μέρα της Πεντηκοστής
- Την καρδιά σου
- Τις νύχτες
- Το άγαλμα της ελευθερίας
- Το ξεροστεριανό νερό
- Το σκοινί
- Το τραγούδι της γκιλοτίνας
- Του θάνατου παράγγειλα
- Τούτες τις μέρες
- Φιλεντέμ
- Φίλοι κι αδέλφια
- Φύσα αεράκι
- Χίλια μύρια κύματα
- Χρόνια και χρόνια στο τροχό
- Χρώματα και αρώματα